# تازلار
تازلار (به مجاری:  Tázlár) یک سکونتگاه مسکونی در مجارستان است که در باچ-کیش‌کون واقع شده‌است.